# Едвардсвілл (Алабама)
Едвардсвілл (англ. Edwardsville) — місто (англ. town) в США, в окрузі Клеберн штату Алабама. Населення — 206 осіб (2020).

## Географія
Едвардсвілл розташований за координатами 33°53′1″ пн. ш. 85°24′51″ зх. д. / 33.88361° пн. ш. 85.41417° зх. д. (33.883740, -85.414124). За даними Бюро перепису населення США в 2010 році місто мало площу 42,59 км², уся площа — суходіл.

## Демографія
Згідно з переписом 2010 року, у місті мешкали 202 особи в 86 домогосподарствах у складі 66 родин. Густота населення становила 5 осіб/км². Було 96 помешкань (2/км²).
Расовий склад населення:
| - 98,0 % — білих - 0,5 % — чорних або афроамериканців |

До двох чи більше рас належало 1,5 %. Частка іспаномовних становила 0,0 % від усіх жителів.
За віковим діапазоном населення розподілялося таким чином: 19,8 % — особи молодші 18 років, 64,4 % — особи у віці 18—64 років, 15,8 % — особи у віці 65 років та старші. Медіана віку мешканця становила 42,2 року. На 100 осіб жіночої статі у місті припадало 102,0 чоловіків; на 100 жінок у віці від 18 років та старших — 88,4 чоловіків також старших 18 років.
Середній дохід на одне домашнє господарство становив 49 216 доларів США (медіана — 38 438), а середній дохід на одну сім'ю — 59 040 доларів (медіана — 55 000). За межею бідності перебувало 5,1 % осіб, у тому числі 6,9 % дітей у віці до 18 років та 0,0 % осіб у віці 65 років та старших.
Цивільне працевлаштоване населення становило 79 осіб. Основні галузі зайнятості: виробництво — 26,6 %, освіта, охорона здоров'я та соціальна допомога — 25,3 %, роздрібна торгівля — 12,7 %, будівництво — 11,4 %.

## Галерея

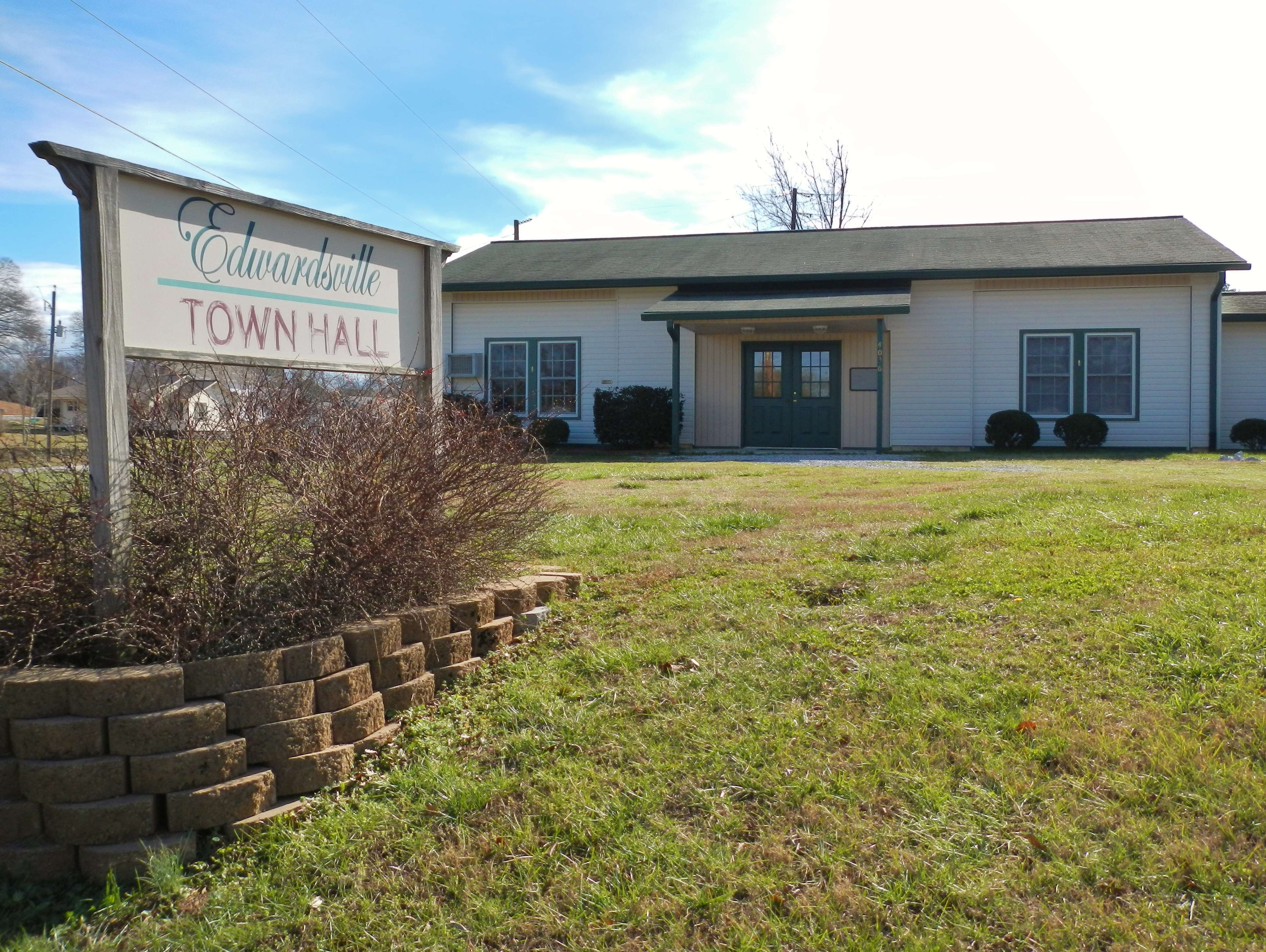
Мерія
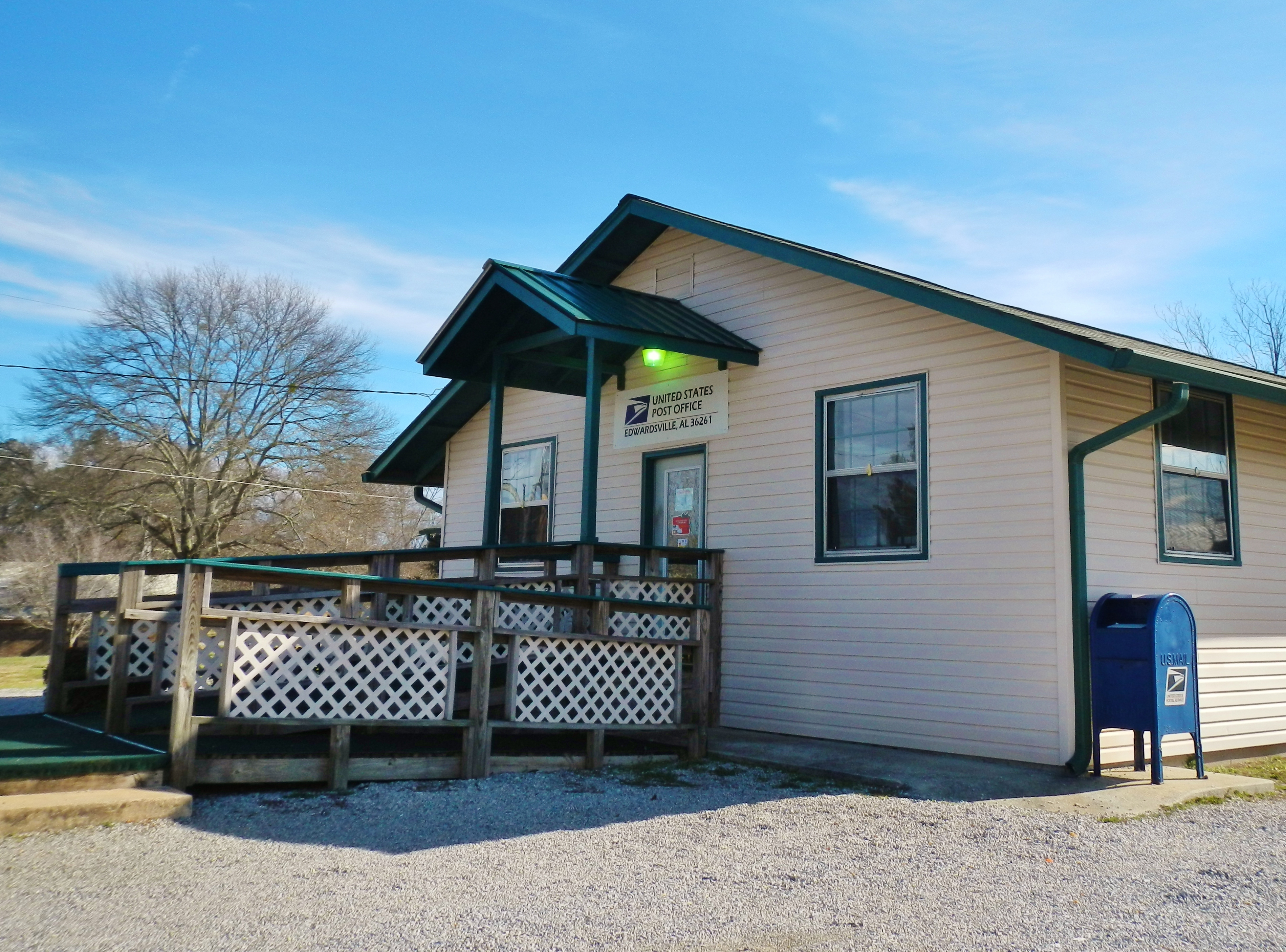
Пошта